# (4734) Rameau
(4734) Rameau es un asteroide perteneciente al cinturón de asteroides, descubierto el 19 de octubre de 1982 por Freimut Börngen desde el Observatorio Karl Schwarzschild, en Tautenburg, Alemania.

## Designación y nombre
Designado provisionalmente como 1982 UQ3. Fue nombrado Rameau en honor al compositor francés del siglo XVII Jean Philippe Rameau. De reconocimiento mundial por algunas de sus óperas, música de piano con mucho encanto como "Le Rappel des Oiseaux" y por sus escritos fundamentales sobre la teoría de la música.

## Características orbitales
Rameau está situado a una distancia media del Sol de 2,415 ua, pudiendo alejarse hasta 2,880 ua y acercarse hasta 1,951 ua. Su excentricidad es 0,192 y la inclinación orbital 0,976 grados. Emplea 1371 días en completar una órbita alrededor del Sol.

## Características físicas
La magnitud absoluta de Rameau es 14,6. Tiene 2,988 km de diámetro y su albedo se estima en 0,314.